# 新保真徳
新保 真徳（しんぼ まさのり、1972年9月29日 - ）は、新潟放送 (BSN) の元アナウンサー。血液型はO型。

## 略歴・人物
新潟県中頸城郡大潟町（現上越市）出身。新潟県立高田高等学校を経て上智大学を卒業後、1995年BSNに入社。入社1年目から高校の先輩である惣前直子とコンビを組んで、ラジオ「リバーサイドウェーブ」のパーソナリティを務めた。その後、テレビ「ウィークエンドi」のMC（司会）などを経て、2005年春からテレビ「イブニング王国!」のMCとなった。
2014年9月まで「Nスタ新潟」などローカルニュース番組のメインキャスターを中心に活動していた。

## 過去の出演番組
ラジオ（過去）
- おきらくハイスクール
- リバーサイドウェーブ

テレビ（過去）
- おはようクジラ
- THE NEWS 新潟（キャスター）
- イブニング王国!（初代MC）
- ウィークエンドi
- Nスタ新潟(キャスター)